# 773-й истребительный авиационный полк
773-й истребительный авиационный полк — воинская часть вооружённых сил СССР в Великой Отечественной войне, вошедшая в состав ВВС России.

## История
Сформирован Приказом НКО СССР 7 мая 1942 года в составе ВВС 37-й армии путём переименования 273-го истребительного авиационного полка.
В составе действующей армии с 6 мая 1942 по 29 июня 1942 и с 26 февраля 1944 по 13 января 1945 года.
При формировании на вооружении полка состояли самолёты ЛаГГ-3. В июне 1942 принял участие в боевых действиях в районе Донбасса, после чего полк выведен в резерв, находился в Закавказье, в боевых действиях до февраля 1944 года участия не принимал.
После ряда переформирований вооружён истребителями P-39 серии Q и в феврале 1944 года направлен на Карельский фронт, где и действовал до конца боевых действий.
Базировался на аэродроме Новинка, в ходе Свирско-Петрозаводской операции в середине июля 1944 перебрался в Видлицу, в конце августа 1944 на аэродром в Микколе. За время операции записал сбитыми 8 самолётов Morane-Saulnier MS.406 и 1 самолёт Brewster F2A Buffalo финских ВВС, потеряв сам по меньшей мере 9 Аэрокобр. В частности, 30 июля 1944 года прикрывал штурмовиков 694-го штурмового авиационного полка на Хонкавара.
Во время Петсамо-Киркенесской операции базировался на аэродроме Мурмаши, а после 20 октября 1944 года перелетел в Луостари, а затем в Норвегию, где и находился до января 1945 года. По крайней мере ещё 19 ноября 1944 года совершал боевые вылеты.

## Командиры полка
- майор Деревнин Константин Павлович[2], 07.05.1942 — 31.12.1945
- гв.полковник Струков Олег Николаевич  1993 г по 11.04.1994 г

## Подчинение
| Дата          | Фронт (округ)                     | армия                | дивизия                                             | примечание                               |
| ------------- | --------------------------------- | -------------------- | --------------------------------------------------- | ---------------------------------------- |
| 01.06.1942 г. | Южный фронт                       | -                    | -                                                   |                                          |
| 01.07.1942 г. | -                                 | -                    | -                                                   | нет данных (вероятно Закавказский фронт) |
| 01.08.1942 г. | Закавказский фронт                | -                    | -                                                   | -                                        |
| 01.09.1942 г. | Закавказский фронт                | -                    | -                                                   | -                                        |
| 01.10.1942 г. | Закавказский фронт                | -                    | -                                                   | -                                        |
| 01.11.1942 г. | Закавказский фронт                | -                    | -                                                   | -                                        |
| 01.12.1942 г. | Закавказский фронт                | -                    | -                                                   | -                                        |
| 01.01.1943 г. | Закавказский фронт                | -                    | -                                                   | -                                        |
| 01.02.1943 г. | Закавказский фронт                | -                    | -                                                   | -                                        |
| 01.03.1943 г. | Закавказский фронт                | -                    | -                                                   | -                                        |
| 01.04.1943 г. | Закавказский фронт                | -                    | -                                                   | -                                        |
| 01.05.1943 г. | Закавказский фронт                | -                    | -                                                   | -                                        |
| 01.06.1943 г. | Закавказский фронт                | -                    | -                                                   | -                                        |
| 01.07.1943 г. | Закавказский фронт                | -                    | -                                                   | -                                        |
| 01.08.1943 г. | Закавказский фронт                | -                    | -                                                   | -                                        |
| 01.09.1943 г. | Закавказский фронт                | -                    | -                                                   | -                                        |
| 01.10.1943 г. | Закавказский фронт                | -                    | -                                                   | -                                        |
| 01.11.1943 г. | Закавказский фронт                | -                    | -                                                   | -                                        |
| 01.12.1943 г. | Закавказский фронт                | -                    | -                                                   | -                                        |
| 01.01.1944 г. | Закавказский фронт                | -                    | -                                                   | -                                        |
| 01.02.1944 г. | Закавказский фронт                | -                    | -                                                   | -                                        |
| 01.03.1944 г. | Карельский фронт                  | 7-я армия            | -                                                   | -                                        |
| 01.04.1944 г. | Карельский фронт                  | 7-я воздушная армия  | 257-я смешанная авиационная дивизия                 | -                                        |
| 01.05.1944 г. | Карельский фронт                  | 7-я воздушная армия  | 257-я смешанная авиационная дивизия                 | -                                        |
| 01.06.1944 г. | Карельский фронт                  | 7-я воздушная армия  | 257-я смешанная авиационная дивизия                 | -                                        |
| 01.07.1944 г. | Карельский фронт                  | 7-я воздушная армия  | 257-я смешанная авиационная дивизия                 | -                                        |
| 01.08.1944 г. | Карельский фронт                  | 7-я воздушная армия  | 257-я смешанная авиационная дивизия                 | -                                        |
| 01.09.1944 г. | Карельский фронт                  | 7-я воздушная армия  | 1-я гвардейская смешанная авиационная дивизия       | -                                        |
| 01.10.1944 г. | Карельский фронт                  | 7-я воздушная армия  | 1-я гвардейская смешанная авиационная дивизия       | -                                        |
| 01.11.1944 г. | Карельский фронт                  | 7-я воздушная армия  | 1-я гвардейская смешанная авиационная дивизия       | -                                        |
| 01.12.1944 г. | -                                 | 14-я отдельная армия | 16-я гвардейская истребительная авиационная дивизия | -                                        |
| 01.01.1945 г. | -                                 | 14-я отдельная армия | 16-я гвардейская истребительная авиационная дивизия | -                                        |
| 01.02.1945 г. | Беломорский военный округ         | -                    | 16-я гвардейская истребительная авиационная дивизия | -                                        |
| 01.03.1945 г. | Беломорский военный округ         | -                    | 16-я гвардейская истребительная авиационная дивизия | -                                        |
| 01.04.1945 г. | Беломорский военный округ         | -                    | 16-я гвардейская истребительная авиационная дивизия | -                                        |
| 01.05.1945 г. | Беломорский военный округ         | -                    | 16-я гвардейская истребительная авиационная дивизия | -                                        |
| 01.09.1953 г. | Группа советских войск в Германии | 24-я воздушная армия | 16-я гвардейская истребительная авиационная дивизия | -                                        |
| 04.04.1968 г. | Группа советских войск в Германии | 16-я воздушная армия | 16-я гвардейская истребительная авиационная дивизия | -                                        |
| 05.01.1980 г. | Группа советских войск в Германии | ВВС ГСВГ             | 16-я гвардейская истребительная авиационная дивизия | -                                        |
| 01.04.1988 г. | Группа советских войск в Германии | 16-я воздушная армия | 16-я гвардейская истребительная авиационная дивизия | -                                        |
| 01.11.1993 г. | Северо-Кавказский военный округ   | 4-я воздушная армия  | 16-я гвардейская истребительная авиационная дивизия | -                                        |
| 11.04.1994 г. | Московский военный округ          | 16-я воздушная армия | -                                                   | -                                        |

## Интересные факты
- Сбитый над Финляндией самолёт P-39 полка после восстановления находится в коллекции финского музея вооружённых сил. Очерк и фото самолёта (англ) ¹

| МиГ-21 | МиГ-29 | МиГ-23МЛ |

## Самолёты на вооружении
| Период                  | Самолёты                           |
| ----------------------- | ---------------------------------- |
| 01.03.1941 — 15.10.1941 | И-16                               |
| 15.10.1941 — 07.05.1942 | ЛаГГ-3                             |
| 10.1943 — 11.1951       | P-39 Airacobra                     |
| 09.1951 — 1957          | МиГ-15                             |
| 10.1956 — 07.1960       | МиГ-17П                            |
| 1957 — 1964             | МиГ-17Ф                            |
| 07.1960 — 19654         | Як-25М и 5 Як-25РВ (только 1-я аэ) |
| 05.1963 — 1965          | МиГ-21 Ф-13                        |
| 05.1964 — 1971          | МиГ-21 ПФ                          |
| 01.1965 — 1973          | МиГ-21 ПФМ                         |
| 1973 — 1985             | МиГ-21 БИС                         |
| 1985 — 1989             | МиГ-23 МЛ/МЛД                      |
| 1989 — 1994             | МиГ-29                             |

## Базирование
| Период               | Аэродром                     |
| -------------------- | ---------------------------- |
| 03.1941 — 22.06.1941 | Крымская, Краснодарский край |
| 06.1941 — 05.1945    | полевые аэродромы            |
| 05.1945 — 09.1953    | Деревянное, Карельская АССР  |
| 09.1953 — 12.1953    | Тролленхаген, Германия       |
| 12.1953 — 11.04.1994 | Дамгартен, Германия          |
| 11.04.1994 — 05.1994 | Андреаполь, Тверская область |